# Steve Chainel
Steve Chainel, né le 6 septembre 1983 à Remiremont (Vosges), est un ancien coureur cycliste français. Professionnel de 2007 à 2015 sur route, il continue sa carrière en cyclo-cross jusqu'en janvier 2023. Il est trois fois deuxième du championnat de France de cyclo-cross et quatrième du championnat du monde de cette discipline en 2006. Le 14 janvier 2018, alors qu'il est redevenu amateur depuis plus de 2 ans, il remporte le championnat de France de cyclo-cross. En parallèle de sa carrière de crossman, Steve Chainel est consultant sur Eurosport.

## Carrière cycliste

### 2007-2008: Auber 93
Steve Chainel fait ses débuts professionnels en 2007 au sein de l'équipe française Auber 93. Jusqu'à cette année, sa spécialité était le cyclo-cross. Il se révèle être doté d'une bonne pointe de vitesse et obtient des places dans les dix premiers lors du Tour de Normandie dès le mois de mars. Un mois plus tard, il achève en cinquième position Paris-Mantes-en-Yvelines, où trois de ses équipiers terminent aux trois premières places de cette course inscrite au calendrier de l’UCI Europe Tour Son dernier résultat significatif lors de sa première saison chez les professionnels intervient au mois de mai, à l'occasion du Trophée des grimpeurs. Il achève cette épreuve aussi appelée parfois « Polymultipliée » à la septième place, devançant notamment Samuel Dumoulin et Matthieu Sprick.
En 2008, Chainel connaît un début de saison discret avant d'enchaîner les résultats impressionnants en fin avril-début mai. Après une onzième place de Paris-Mantes-en-Yvelines, il acquiert la deuxième place à l'issue du Trophée des grimpeurs que David Le Lay remporte. Après deux victoires lors du Tour de la Manche, il est l'auteur d'une performance solide tout au long du Circuit de Lorraine, gagnant la quatrième étape au sprint à Saint-Avold. À l'issue de cette étape, il devient le leader de la course et garde le maillot jusqu'à la fin, décrochant ainsi le classement général. Ces performances lui permettent de figurer en douzième place de l'UCI Europe Tour à la fin du mois. Il est proche de retrouver le chemin de la victoire en août à l'occasion du Tour du Limousin, mais Nicolas Roche le devance de trois secondes lors de l'étape d'ouverture. Anthony Ravard est l'unique coureur qui le devance à l'arrivée de la Châteauroux Classic une semaine plus tard. Son ultime podium de la saison a lieu sur le Tour du Poitou-Charentes, à nouveau au sprint. En fin de saison, il signe avec l'équipe ProTour française Bouygues Telecom.

### 2009-2010: Bbox Bouygues Telecom
En 2009, il se distingue dès le début de saison en terminant neuvième des Trois Jours de La Panne, mais reste concentré sur le cyclo-cross, où il affirme espérer « être sur le podium des Championnats du monde ». Il termine ainsi deuxième du championnat de France de cyclo-cross en 2009 derrière Francis Mourey. Sa saison sur route s'avère être particulièrement pauvre en résultats, n'obtenant qu'une seule autre place dans les cinq premiers, sur le Tour de Pologne. Il finit en effet quatrième de la quatrième étape remportée au sprint par le Norvégien Edvald Boasson Hagen.
Sa saison 2010 commence par une deuxième place du championnat de France de cyclo-cross que Francis Mourey décroche pour la deuxième année d'affilée devant lui. Sur route, il se spécialise véritablement dans les classiques flandriennes. Il concrétise cette attirance par une première grande victoire sur les Trois Jours de La Panne, lors de la première étape après avoir pris la quatrième position d'À travers la Flandre une semaine auparavant. Par ailleurs, il achève le Tour des Flandres en dix-septième position mais abandonne lors de sa première participation à Paris-Roubaix. En juin, il se fait à nouveau remarquer en achevant la première étape du Critérium du Dauphiné au pied du podium. Ce résultat s'avère être l'un des derniers véritablement remarquables avec sa deuxième place acquise lors d'une étape du Tour de l'Ain.

### 2011-2012: FDJ
Il change d'équipe pour 2011 et rejoint ainsi la FDJ de Marc Madiot. Sa première course est le Grand Prix de Lillers, une classique classée en 1.2 qu'il termine en sixième position. Six jours plus tard, il finit cinquième de Paris-Troyes que Jonathan Hivert gagne. Il passe quelque peu à côté de sa campagne de classiques flandriennes, ne glanant qu'une quinzième place au Grand Prix E3 à Harelbeke, ce qui constitue sa meilleure performance lors de cette période. Hormis une quatrième position à l'occasion du Tro Bro Leon, il est muet durant tout le reste de la saison sur route. Cette année 2011 fait office de sa pire saison depuis qu'il est devenu professionnel en 2007. 
Malgré l'absence de résultats significatifs l'année précédente, il respecte quasiment le même programme de course avec comme objectif principal la classique majeure, Paris-Roubaix. Chainel termine 8e de Gand-Wevelgem, enlevée par Tom Boonen au sprint. Il achève Paris-Roubaix en seizième position, son meilleur résultat jusqu'alors sur l'Enfer du Nord. En mai, il obtient encore deux accessits sur le Circuit de Lorraine avant de retomber dans l'anonymat jusqu'à la fin de l'année.

### 2013-2014: AG2R La Mondiale
En fin de saison 2012, Chainel signe un contrat de deux années avec AG2R et quitte la FDJ, où il n'a « jamais pu s'exprimer pleinement ». Il fait l'objet d'un documentaire sur France 2.

### 2015: Cofidis et fin de carrière sur route
Le 1er août 2014, Cofidis annonce la venue en 2015 de Steve Chainel au sein de son équipe. Son arrivée s'est faite sur demande de son ami et partenaire d'entraînement Nacer Bouhanni pour lequel il a vocation à être équipier. En mars, Jacques Decrion, entraîneur d'un Bouhanni qui n'a pas encore remporté de victoire sous le maillot de Cofidis, annonce que Chainel ne fait plus partie des coureurs chargés d'épauler Bouhanni car selon lui « il n'a pas rempli son rôle ». Les deux coureurs sont ensuite en froid.
Le 17 août 2015, Chainel rompt son contrat avec Cofidis et annonce qu'il met fin à sa carrière sur route pour se consacrer au cyclo-cross.

### 2015-2023: retour au cyclo-cross et création de son équipe
Le retour de Chainel au cyclo-cross se fait au sein de l'équipe Cross team by G4 qu'il vient de créer avec son épouse Lucie, renommée Team Chazal Canyon au cours de la saison 2017 puis Cross Team Legendre en 2020.
Le 14 janvier 2018, plus de 2 ans après qu'il est redevenu amateur, il remporte pour la première fois le championnat de France de cyclo-cross. Quelques semaines plus tard, il parvient à prendre la dixième place des Championnats du monde de cyclo-cross.
En février 2021, il est élu représentant du cyclo-cross à la Commission des athlètes de l'UCI.
Il prend sa retraite le 29 janvier 2023 à l'issue de la dernière manche de la Coupe du monde de cyclo-cross 2022-2023 organisée en France à Besançon.

## Carrière de consultant
Steve Chainel devient consultant pour Eurosport à partir 2016. Il commente sur les chaines du groupe des courses de cyclo-cross et de cyclisme sur route dont le Tour de France avec les journalistes et autres consultants du groupe parmi lesquels Jacky Durand, David Moncoutié et Guillaume Di Grazia.
Il participe aussi à la série documentaire Tour de France : Au cœur du peloton diffusée sur Netflix, en commentant les tactiques des équipes avant chaque étape.

## Vie privée
Son ex-épouse Lucie pratique également le cyclisme à haut niveau, plus particulièrement le cyclo-cross et le VTT. Steve Chainel avait comme camarades d'entraînement et amis Nacer Bouhanni et Geoffrey Soupe,.

## Palmarès en cyclo-cross
| - 1998-1999 - Vainqueur du Challenge la France cycliste de cyclo-cross cadets - 1999-2000 - Champion de France de cyclo-cross juniors - 2000-2001 - Vainqueur du Challenge la France cycliste de cyclo-cross juniors - 2003-2004 - 3e du championnat d'Europe de cyclo-cross espoirs - 2005-2006 - 4e du championnat du monde de cyclo-cross - 2006-2007 - Cyclo-cross international de Marle, Marle - 2007-2008 - Grand Prix Hotel Threeland, Pétange - 2008-2009 - Grand Prix de la Commune de Niederanven, Niederanven - Grand Prix Hotel Threeland, Pétange - 2e du championnat de France de cyclo-cross - 9e du championnat du monde de cyclo-cross - 2009-2010 - Grand Prix Wetzikon, Wetzikon - Grand Prix Hotel Threeland, Pétange - 2e du championnat de France de cyclo-cross | - 2010-2011 - GP de la Commune de Contern, Contern - Challenge la France cycliste de cyclo-cross #1, Saverne - 2011-2012 - 2e du championnat de France de cyclo-cross - 8e de la Coupe du monde - 2016-2017 - Trek CXC Cup #1, Waterloo - 2017-2018 - Champion de France de cyclo-cross - Coupe de France de cyclo-cross #1, Besançon - 10e du championnat du monde de cyclo-cross - 2018-2019 - Utsunomiya cyclo cross #1, Utsunomiya - 2019-2020 - Coupe de France #2, Andrezieux-Boutheon - 2e de la Coupe de France - 2020-2021 - Stockholm cyclocross, Stockholm |  |

## Palmarès sur route et classements mondiaux

### Palmarès
| - 2000 - Vainqueur de la course de Harol en Lorraine - 2002 - Championnat de Sarre-Lorraine-Luxembourg espoirs - 2004 - 3e du championnat de Lorraine sur route - 2005 - 2e du Critérium du Printemps - 2006 - 3e étape du Tour Nivernais Morvan - 2e étape du Tour d'Eure-et-Loir - 3e du Tour du Loiret - 2008 - 1re et 3eb étapes du Tour de la Manche - Circuit de Lorraine : - Classement général - 4e étape - 2e de la Châteauroux Classic de l'Indre - 2e du Trophée des grimpeurs - 2010 - 1re étape des Trois Jours de La Panne | - 2012 - 8e de Gand-Wevelgem - 2016 - Grand Prix de Dombasle-sur-Meurthe - 2e du Prix de Freyming-Merlebach - 3e du Grand Prix de la Comogyre - 2017 - Nocturne de Jussey - Grand Prix de Freyming-Merlebach - 2018 - 1re étape de la Ronde Nancéienne - Grand Prix de Saint-Dié-des-Vosges - 2019 - 2e du Grand Prix Enduiest - 2e du Grand Prix de Saint-Étienne-lès-Remiremont - 3e du Circuit des Mines - 3e du Grand Prix de Saint-Dié-des-Vosges - 2020 - 2e du Prix d'Authoison - 2021 - Prix de Montigny-lès-Vesoul |  |

### Résultats sur les grands tours

#### Tour d'Italie
1 participation
- 2009 : non-partant (14e étape)

#### Tour d'Espagne
1 participation
- 2013 : abandon (14e étape)

### Classements mondiaux
| Année                  | 2007 | 2008 | 2009 | 2010 | 2011 | 2012 | 2013 | 2014 | 2015 |
| ---------------------- | ---- | ---- | ---- | ---- | ---- | ---- | ---- | ---- | ---- |
| Calendrier mondial UCI |      |      | 257e | 253e |      |      |      |      |      |
| UCI World Tour         |      |      |      |      |      | 150e | nc   | nc   |      |
| UCI Europe Tour        | 571e | 22e  |      | 231e | 358e |      |      |      | 656e |
| UCI Asia Tour          |      |      |      |      |      |      |      |      | nc   |

## Filmographie
Steve Chainel ainsi qu'Arthur Vichot sont l'objet d'un documentaire intitulé Le prix de l'échappée diffusé en juin 2014 sur France 2 et réalisé par Pierre-Henri Menthéour, Patrick Chassé, Isabelle Hostalery, Hélène Risacher et Anthony Santoro,.